# Франклин (окръг, Тексас)
Вижте пояснителната страница за други населени места с името Франклин.
Окръг Франклин (на английски: Franklin County) е окръг в щата Тексас, Съединени американски щати. Площта му е 764 km², а според преброяването от 2010 г. населението му е 10 605 души.
Административен център е град Маунт Върнън.